# Ray Heindorf
Ray Heindorf (Haverstraw, 25 agosto 1908 – Tarzana, 2 febbraio 1980) è stato un compositore statunitense di colonne sonore cinematografiche e di musical.

## Filmografia parziale
- Crooner, regia di Lloyd Bacon (1932)
- Tentazioni (The Cabin in the Cotton), regia di Michael Curtiz (1932)
- 20.000 anni a Sing Sing (20.000 Years in Sing Sing), regia di Michael Curtiz - orchestratore (1932)
- Abbasso le donne (Dames), regia di Ray Enright (1934)
- Passeggiata d'amore (Flirtation Walk), regia di Frank Borzage - arrangiamenti (1934)
- Sposa contro assegno (The Bridge Came C.O.D.) - musica e arrangiamenti (1941)
- Ribalta di gloria (Yankee Doodle Dandy), regia di Michael Curtiz - arrangiamenti (1942)
- I'll See You in My Dreams, regia di Michael Curtiz (1951)
- The Eddie Cantor Story, regia di Alfred E. Green - direttore musicale (1953)
- Quando l'amore è romanzo (The Helen Morgan Story), regia di Michael Curtiz (1957)
- Capobanda (The Music Man), regia di Morton DaCosta (1962)

## Premi Oscar Miglior Colonna Sonora

### Vittorie
- Ribalta di gloria (1943)
- This Is the Army (1944)
- Capobanda (1963)

### Nomination
- Ho baciato una stella (1945)
- Così vinsi la guerra (1945)
- Rapsodia in blu (1946)
- L'uomo meraviglia (1946)
- Notte e dì (1947)
- My Wild Irish Rose (1948)
- Amore sotto coperta (1949)
- La vita a passo di danza (1950)
- The West Point Story (1951)
- Il cantante di jazz (1953)
- Non sparare, baciami! (1954)
- È nata una stella (1955)
- Damn Yankees! (1959)
- Sulle ali dell'arcobaleno (1969)

## Premi Oscar Miglior Canzone

### Nomination
- Duello a San Antonio (1946)